# プロフィリン
プロフィリン（英：Profilin）とはアクチン結合タンパク質の一種であり、アクチン細胞骨格の動的代謝回転および再構成に関与する  。全ての真核生物のほぼあらゆる細胞で見出される。プロフィリンは、細胞の移動および細胞形状の変化に不可欠なアクチンマイクロフィラメントの成長に重要である。アクチン細胞骨格の再構成は臓器発達、創傷治癒、および免疫系の細胞による感染性侵入者の迎撃などのプロセスにとって必須である。
プロフィリンは、最初に発見されたアクチン単量体結合タンパク質であり、1970年代初めにUno Lindbergらによって初めて記述された 。

## 機能
プロフィリンは、多様なタンパク質のプロリンリッチな配列に結合する。細胞内のほとんどのプロフィリンはアクチンに結合しているが、プロフィリンには50種類以上の結合相手が存在する。結合相手の多くはアクチン調節に関連している。プロフィリン自体もmRNAスプライシングのような細胞核内の生化学反応に関与しているようである。
プロフィリンは膜リン脂質（ホスファチジルイノシトール4,5-ビスリン酸やイノシトール三リン酸）のいくつかの変異体に結合する。これは、ホスホリパーゼCの作用によって放出される不活性形態のプロフィリンの隔離である。
プロフィリンはカバノキ属やイネ科などの植物の花粉における主要なアレルゲンであり、Toxoplasma gondiiの宿主細胞への侵入に必須な成分である 。

### アクチン成長の促進
プロフィリンは以下の二つの方法でアクチン成長を促す。
- プロフィリンはアクチン単量体と結合してアクチンーアクチン接触部位を占有し、これによりアクチン単量体のプールからアクチンを隔離する。しかし、プロフィリンは、アクチンに結合したADPをATPへ触媒的に変換し、それによって、不完全に重合するADP-アクチン単量体を、容易に重合するATP-アクチン単量体に変換する。その上、ADP-アクチン単量体よりもATP-アクチン単量体に対する親和性が高い。したがって、アクチン、プロフィリン、およびヌクレオチド（ADPおよびATP）の混在で、アクチンの重合は進行し、質量作用の法則で重合度を推定することができる。
- プロリン-アクチン複合体はフォルミン、WASP、およびVASP（プロリンに富むFH1ドメインを含むタンパク質）などのタンパク質によって成長するアクチン重合体に供給される。プロフィリンは、プロリン豊富タンパク質にアクチン単量体を動員するため、この重合方式には不可欠である。

プロフィリンは最も豊富なアクチン単量体結合性分子の1つだが、アデニル酸シクラーゼ結合タンパク質（CAP）や（哺乳動物では）チモシンβ4などのタンパク質はプロフィリンと同じ機能を持つ。一方で、ADF/コフィリンはプロフィリンに拮抗する。

### 葉状仮足の制御
Profilinはまた、ホスファチジルイノシトール3,4-ビスリン酸を下方制御して、細胞の先端への葉状仮足の誘導を制限する。

## プロフィリン遺伝子
プロフィリンは分子量14–19 kDaのタンパク質である。酵母や虫に単一の遺伝子が、植物を含む多くの生物において複数の遺伝子が存在する。哺乳動物細胞では、4つのプロフィリンアイソフォームが発見されている。
- PFN1
- PFN2
- PFN3
- PFN4
- PFN5

PFN1にコードされたプロフィリン1はほとんどの組織で発現されるが、PFN2にコードされたプロフィリン2は脳と腎臓において優勢である。